# Condado de Ward (Texas)
O Condado de Ward é um dos 254 condados do estado norte-americano do Texas. A sede do condado é Monahans, e sua maior cidade é Monahans.
O condado possui uma área de 2 165 km² (dos quais 1 km² estão cobertos por água), uma população de 10 909 habitantes, e uma densidade populacional de 5 hab/km² (segundo o censo nacional de 2000).
O condado foi criado em 1887.